# Tetracladessa chalcoxesta
Tetracladessa chalcoxesta is een vlinder uit de familie van de Eriocottidae. De wetenschappelijke naam van de soort is voor het eerst geldig gepubliceerd in 1920 door Meyrick.